# Иден-Лейк (тауншип, Миннесота)
Иден-Лейк (англ. Eden Lake) — тауншип в округе Стернс, Миннесота, США. На 2000 год его население составило 1526 человек.

## География
По данным Бюро переписи населения США площадь тауншипа составляет 99,9 км², из которых 87,6 км² занимает суша, а 12,3 км² — вода (12,32 %).

## Демография
По данным переписи населения 2000 года здесь находились 1526 человек, 532 домохозяйства и 425 семей.  Плотность населения —  17,4 чел./км².  На территории тауншипа расположено 773 постройки со средней плотностью 8,8 построек на один квадратный километр. Расовый состав населения: 98,62 % белых, 0,20 % афроамериканцев, 0,13 % коренных американцев, 0,13 % азиатов, 0,07 % c Тихоокеанских островов, 0,46 % — других рас США и 0,39 % приходится на две или более других рас. Испанцы или латиноамериканцы любой расы составляли 0,52 % от популяции тауншипа.
Из 532 домохозяйств в 37,8 % воспитывались дети до 18 лет, в 73,7 % проживали супружеские пары, в 3,8 % проживали незамужние женщины и в 20,1 % домохозяйств проживали несемейные люди. 16,0 % домохозяйств состояли из одного человека, при том 5,8 % из — одиноких пожилых людей старше 65 лет. Средний размер домохозяйства — 2,87, а семьи — 3,22 человека.
28,3 % населения — младше 18 лет, 7,7 % — в возрасте от 18 до 24 лет, 27,8 % — от 25 до 44, 25,0 % — от 45 до 64, и 11,2 % — старше 65 лет. Средний возраст — 37 лет. На каждые 100 женщин приходилось 110,8 мужчин.  На каждые 100 женщин старше 18 приходилось 114,9 мужчин.
Средний годовой доход домохозяйства составлял 48 295 долларов, а средний годовой доход семьи —  51 250 долларов. Средний доход мужчин —  34 226  долларов, в то время как у женщин — 22 180. Доход на душу населения составил 17 727 долларов. За чертой бедности находились 4,5 % семей и 5,9 % всего населения тауншипа, из которых 6,7 % младше 18 и 4,1 % старше 65 лет.